# Badiraguato
Badiraguato är en ort i Mexiko.   Den ligger i kommunen Badiraguato och delstaten Sinaloa, i den västra delen av landet, 1 100 km nordväst om huvudstaden Mexico City. Badiraguato ligger 208 meter över havet och antalet invånare är 3 634.
Terrängen runt Badiraguato är huvudsakligen kuperad, men åt sydost är den platt. Runt Badiraguato är det mycket glesbefolkat, med 6 invånare per kvadratkilometer. Badiraguato är det största samhället i trakten. I omgivningarna runt Badiraguato växer i huvudsak lövfällande lövskog.